# Alexandr (Okropiridze)
Svatý Alexandr (světským jménem: Alexi Okropiridze; 1824, Disevi – 22. listopadu 1907, Šiomgvime) byl gruzínský duchovní Ruské pravoslavné církve a biskup gurijsko-megrelský.

## Život
Narodil se roku 1824 ve vesnici Disevi Tifliské gubernie v rodině kněze.
Dne 8. července 1845 dokončil Tifliský duchovní seminář a stejného dne byl postřižen na monacha monastýru Proměnění Páně v Tiflisu s mnišským jménem Alexandr. Roku 1846 byl rukopoložen na hierodiakona a nastoupil na Kazaňskou duchovní akademii. Dne 6. října 1949 byl rukopoložen na jeromonacha. Studium dokončil roku 1850.
Dne 15. února 1851 se stal přednášejícím na Tifliském duchovním semináři, následně správcem Abchazského a Kutaisijského duchofniho učiliště.
V letech 1854–1855 byl představeným monastýru Gelati.
Dne 12. února 1855 byl povýšen na igumena a 16. února 1856 na archimandritu s právem spravovat abcházskou eparchii.
Dne 4. března 1862 byl rukopoložen na biskupa abchazského.
Eparchii vedl až do května 1869. Udělal mnoho pro obnovení křesťanství v Abcházii, která byla téměř úplně zpustošena opakovanými tureckými invazemi. Kázal, křtil, zakládal farní školy a duchovní seminář. Byl nazýván „druhým apoštolem Abcházie“.
Dne 30. května 1869 byl ustanoven biskup gorijským a vikářem gruzínské eparchie.
V letech 1881–1886 byl biskupem gurijským, poté až do roku 1898 znovu biskupem gorijským. Dne 20. března 1898 se stal biskupem gurijsko-megrelským.
Dne 4. listopadu 1903 byl penzionován.
Zemřel 22. listopadu 1907 v monastýru Šiomgvime, kde byl také pohřben.

## Svatořečení
V září 1996 byl Gruzínskou pravoslavnou církví svatořečen.